# Transaevum
Transaevum is een geslacht van rechtvleugeligen uit de familie Anostostomatidae. De wetenschappelijke naam van dit geslacht is voor het eerst geldig gepubliceerd in 1997 door Johns.

## Soorten
Het geslacht Transaevum  is monotypisch en omvat slechts de volgende soort:
- Transaevum laudatum (Johns, 1997)